# Токачка
Тока́чка (болг. Токачка) — село в Кирджалійській області Болгарії. Входить до складу общини Крумовград.

## Населення
За даними перепису населення 2011 року у селі проживали 265 осіб, з них 263 особи (99,2%) — турки.
Розподіл населення за віком у 2011 році:
Динаміка населення: